# Alkinek

Alkinek

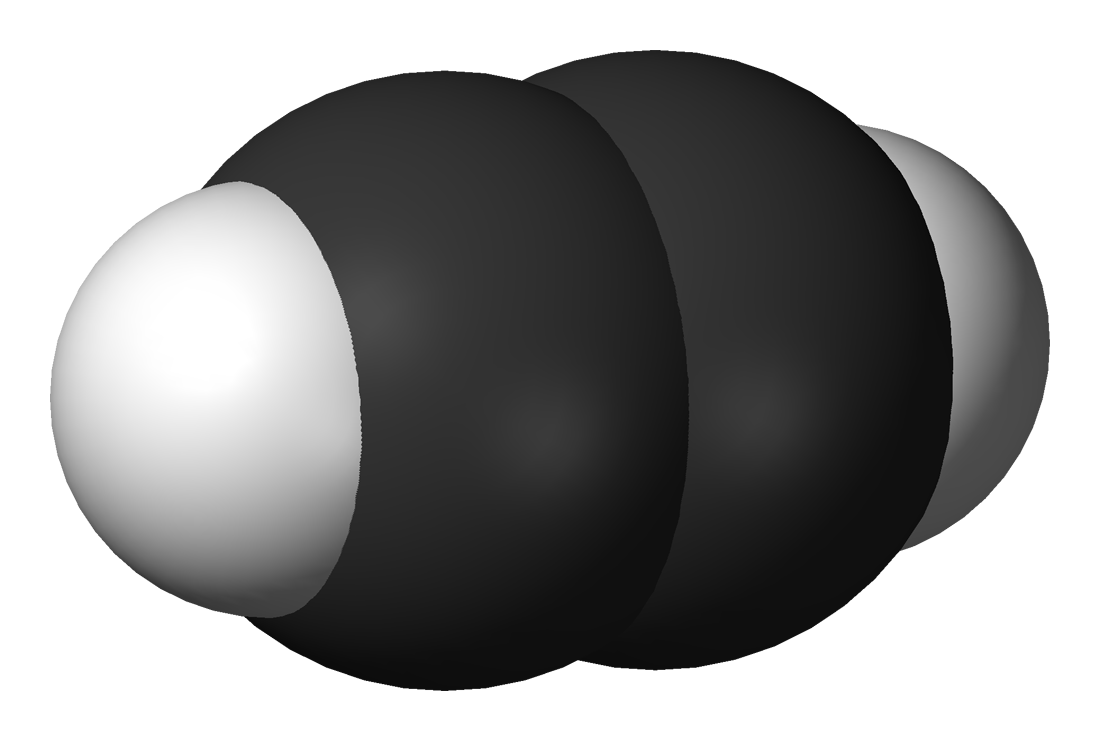
Az acetilén, a legegyszerűbb alkin háromdimenziós modellje

Az alkinek vagy acetilén-szénhidrogének a telítetlen szénhidrogének egyik csoportját alkotják. Molekulájukban egy vagy több szénatomok közti háromszoros kötést tartalmaznak. Az egy háromszoros kötést tartalmazó alkinek általános képlete a diénekkel megegyező, CnH2n−2. Homológ sort alkotnak. A homológ sor legegyszerűbb és legjelentősebb képviselője az acetilén vagy etin. A nagyobb szénatomszámú alkineknél szerkezeti izoméria lép fel, az izomerek egymástól a láncelágazásokban és a háromszoros kötés helyében különböznek. Az alkinekben található háromszoros kötést szokás acetilénkötésnek is nevezni.

## Fizikai tulajdonságaik
Az acetilén és a  kisebb szénatomszámú alkinek gáz halmazállapotúak, az 5, vagy ennél nagyobb szénatomszámúak folyadékok, a nagy szénatomszámú alkinek szilárd halmazállapotúak. Az alkinek közül az acetilén vízben kis mértékben oldódik, a vízoldhatóság a szénatomszámmal csökken. Az alkinek jól oldódnak szerves oldószerekben.

## Kémiai tulajdonságaik
Az alkinek nagyon reakcióképes vegyületek. Az alkénekhez hasonlóan a legjellemzőbb reakcióik az addíciós reakciók.
Az alkinek hidrogénezése két lépésben játszódik le. Egy molekula hidrogén addíciójakor alkén keletkezik, ha az alkén még egy molekula hidrogént addícionál, telített szénhidrogén, alkán keletkezik. A hidrogénaddíció katalizátor hatására megy végbe.
{\displaystyle \mathrm {R{-}C{\equiv }C{-}R'+H_{2}\rightarrow R{-}CH{=}CH{-}R'} }
{\displaystyle \mathrm {R{-}CH{=}CH{-}R'+H_{2}\rightarrow R{-}CH_{2}{-}CH_{2}{-}R'} }
Halogéneket szintén két lépésben addícionálnak. A halogénaddíció igen heves reakció, különösen az acetilén esetében.
{\displaystyle \mathrm {R{-}C{\equiv }C{-}R'+Cl_{2}\rightarrow R{-}CCl{=}CCl{-}R'} }
{\displaystyle \mathrm {R{-}CCl{=}CCl{-}R'+Cl_{2}\rightarrow R{-}CCl_{2}{-}CCl_{2}{-}R'} }
Az alkinek hidrogén-kloriddal szintén addíciós reakcióba lépnek. Acetilén hidrogén-klorid-addíciójakor vinil-klorid keletkezik. A vinil-kloridot a műanyagipar használja fel.
{\displaystyle \mathrm {CH{\equiv }CH+HCl\rightarrow CH_{2}{=}CHCl} }
A vinil-klorid tovább reagálhat, a további hidrogén-klorid addíció során nagyobb mennyiségben 1,1-diklór-etán, kisebb mennyiségben 1,2-diklór-etán képződik.
Az acetilénből addíciós reakciókban a vinil-kloridon kívül más vinilcsoportot (CH2=CH-) tartalmazó vegyületek is keletkezhetnek, alkoholok (vagy fenolok) addíciója vinil-éterekhez, karbonsavak addíciója vinil-észterekhez vezet. Ezek a reakciók katalizátorok jelenlétében mennek végbe.
{\displaystyle \mathrm {CH{\equiv }CH+R{-}OH\rightarrow RO{-}CH{=}CH_{2}} }
{\displaystyle \mathrm {CH{\equiv }CH+R{-}COOH\rightarrow R{-}COO{-}CH{=}CH_{2}} }
Hidrogén-cianid addíciója akrilnitrilt eredményez, amit szintén a műanyagipar használ fel.
{\displaystyle \mathrm {CH{\equiv }CH+HCN\rightarrow CH_{2}{=}CH{-}CN} }
Az alkinek vízaddíció esetén először instabil enol típusú vegyületté alakulnak, mely a keto-enol tautoméria révén a stabilabb keto-formává rendeződik át (azaz végeredményben keton keletkezik, kivéve az acetilén vízaddíciójának esetét).
{\displaystyle \mathrm {R{-}C{\equiv }C{-}R'+H_{2}O\rightarrow R{-}COH{=}CH{-}R'\rightarrow R{-}CO{-}CH_{2}{-}R'} }
Az acetilén vízaddíciójakor először labilis vinil-alkohol képződik, majd ez alakul acetaldehiddé.
{\displaystyle \mathrm {CH{\equiv }CH+H_{2}O\rightarrow CH_{2}{=}CH{-}OH\rightarrow CH_{3}{-}CHO} }
Az acetilén dimerizálódhat, ekkor vinil-acetilén keletkezik.
{\displaystyle \mathrm {CH{\equiv }CH+CH{\equiv }CH\rightarrow CH_{2}{=}CH{-}C{\equiv }CH} }
Az acetilén és a láncvégi acetilénkötést tartalmazó alkinek hő és katalizátor hatására aromás vegyületekké trimerizálódhatnak. Az acetilén trimerizációjakor benzol keletkezik.
Az alkinek az alkénekhez hasonlóan könnyen oxidálódnak. Erélyes oxidációjuk a hármas kötés felhasadásával jár, a reakció karbonsavakhoz vezet.
Az olyan alkinek, amelyekben a háromszoros kötés a szénlánc végén található, savként viselkedhetnek. Az ilyen alkinekből nátrium hatására hidrogén fejlődik.
{\displaystyle \mathrm {R{-}C{\equiv }CH+Na\rightarrow [R{-}C{\equiv }CH]^{-}Na^{+}+{\frac {1}{2}}\ H_{2}} }
Az alkinek nagyon gyenge savak, a keletkező nátriumsók víz hatására könnyen hidrolizálnak.
{\displaystyle \mathrm {[R{-}C{\equiv }CH]^{-}Na^{+}+H_{2}O\rightarrow R{-}C{\equiv }CH+NaOH} }

## Előállításuk
Az alkének brómaddíciójakor keletkező vicinális dibrómszármazékokból alkinek állíthatók elő kálium-hidroxiddal erélyes körülmények között. A kálium-hidroxiddal való reakció során két molekula kilépésével háromszoros kötés alakul ki.
Aldehidekből és ketonokból foszfor-pentakloriddal geminális diklórvegyületek keletkeznek. A geminális diklórszármazékokból erélyes behatásra szintén alkinek képződnek.
Kalcium-oxidból és kokszból kalcium-karbid állítható elő, a kalcium-karbid hidrolízisekor acetilén fejlődik.
{\displaystyle \mathrm {CaO+3\ C\rightarrow CaC_{2}+CO} }
{\displaystyle \mathrm {CaC_{2}+2\ H_{2}O\rightarrow HC{\equiv }CH+Ca(OH)_{2}} }